# 久元喜造
久元喜造（日语：／ Hisamoto Kizō、1954年2月1日—）是日本政治人物，無党籍，现任神户市市长。

1954年2月1日出生。1972年4月，東京大學文科一類（教養學部）入學。國際關係論・平野健一郎討論發表會學習政策判定過程。進学法學部後，在西尾勝的討論發表會上學習行政學，坂本義和的討論發表會上學習國際政治。
1976年3月，東京大學法學部畢業後，加入自治省（財政局指導課兼大臣官房總務課）。此後，石川縣總務部地方課。翌年，同縣總務部財政課。
2003年1月，總務省自治行政局行政課長。
2005年1月，總務省大臣官房審議官（地方行政，地方公務員制度，選舉擔當）。同年12月，準備地方自治法改正案，向翌年的國會提交了。
2006年7月，總務省自治行政局選舉部長。
2008年7月4日，就任 總務省自治行政局長（2011年3月22日，自治大學校長兼職）。
2012年9月11日，總務省辭去官職。
2013年10月27日，在2013年神户市长选举中获161,889.094票（小数点为结算按分票的零头），当选神户市长。
2013年11月20日，就任神户市长，是第一位二战后出生的神户市长。
2017年10月22日，二度参选神户市长，后以压倒性票数（340,064）连任。